# Luis Carrero Blanco
Luis Carrero Blanco (4 tháng 3, 1904 – 20 tháng 12, 1973) là một đô đốc Tây Ban Nha và là một người bạn trung thành lâu năm của nhà độc tài Francisco Franco. Ông bị ám sát bởi các thành viên của nhóm ETA, tạo cơ hội cho việc chuyển đổi sang nền dân chủ Tây Ban Nha.

## Tiểu sử
Luis Carrero Blanco sinh ngày 4 tháng 3 năm 1904 tại Santoña, Cantabria. Ông vào quân đội Escuela Hải quân, học viện hải quân Tây Ban Nha, năm 1918 ở tuổi 14 và tham gia vào cuộc chiến tranh Rif 1924-1926. Năm 1929, ông kết hôn với María del Carmen Pichot y Villa (tháng 10 năm 1998), họ có năm người con.
Sáu tháng sau khi được bổ nhiệm làm thủ tướng, Carrero Blanco bị ám sát vào ngày 20 tháng 12 năm 1973 tại Madrid bởi bốn thành viên Basque ETA, người đã tiến hành một vụ đánh bom gần nhà thờ San Francisco de Borja ở Calle de Serrano trong khi ông trở về từ Mass ở Dodge 3700 .